# Igeltjärnen (Söderbärke socken, Dalarna)
Igeltjärnen är en sjö i Smedjebackens kommun i Dalarna och ingår i Norrströms huvudavrinningsområde.